# Поток-при-Вачах
Поток-при-Вачах (словен. Potok pri Vačah) — поселення в общині Літія, Осреднєсловенський регіон, Словенія. Висота над рівнем моря: 423,1 м.